# Обаїми
Обаї́ми (рос. Обаимы) — присілок у складі Орловського району Кіровської області, Росія. Входить до складу Орловського сільського поселення.
Населення становить 6 осіб (2010, 11 у 2002).
Національний склад станом на 2002 рік — росіяни 100 %.